# 015B Strikes back
"015B Strikes Back"는 대한민국의 그룹 015B의 3번째 라이브 실황 앨범이다. 정석원, 장호일, 김태우 등이 참여했다.
이 음반은 네 가지의 포맷으로 발매되었는데, 여기에서 추가/삭제된 곡이 있다.

## 곡 목록
[C:D,TAPE]
1. "세월의 흔적 다 버리고&5월 12일" – 11:15
2. "너에게 들려주고 싶은 이야기" – 4:21
3. "0verture:푸른 바다의 전설&모든 건 어제 그대로인데" – 7:50
4. "그의 비밀&아주 오래된 연인들" – 11:11
5. "신 인류의 사랑" – 8:18
6. "친구와 연인" – 7:13

[L:P]

Operation !
1. "세월의 흔적 다 버리고&5월 12일" – 11:15
2. "그의 비밀&아주 오래된 연인들" – 11:11

Operation !!
1. "0verture:푸른 바다의 전설&모든 건 어제 그대로인데" – 7:50
2. "신 인류의 사랑" – 8:18
3. "친구와 연인" – 7:13

[V:C:D]
1. "너에게 들려주고 싶은 이야기" – 4:21
2. "모든 건 어제 그대로인데" – 6:00
3. "그의 비밀&아주 오래된 연인들" – 11:11
4. "신 인류의 사랑" – 8:18
5. "친구와 연인" – 7:13
6. "요즘 애들 버릇없어" - 6:37
7. "5월 12일" - 4:33

## 같이 보기
- 015B 디스코그래피